# Samsung Galaxy Chat
Samsung Galaxy Chat GTB5330 es un teléfono inteligente basado en Android de Samsung, anunciado el 11 de julio de 2012 y lanzado el 15 de agosto de 2012. Sus características principales son conexión 3G con velocidades de hasta 7.2Mbit/s y Wifi.

## Características
Galaxy Chat ofrece Android 4.0.4 Ice Cream Sándwich actualizable a 4.1.2 Jelly Bean OS con una interfaz de usuario TouchWiz propietaria de Samsung, y ha integrado aplicaciones de redes sociales y funciones multimedia, incluyendo Google Voice Search y mejoras de canales de audio 7.1. También tiene un Jack de audio estándar de 3,5 mm.
El dispositivo cuenta con una memoria interna de 850 MHz 4 GB de memoria interna y soporta hasta 32 GB de almacenamiento removible a través de una tarjeta microSD. El teléfono tiene una cámara de 2 MP, una pantalla con una resolución de 240x320 y una interfaz táctil. La interfaz de entrada incluye un teclado físico QWERTY. El teléfono ofrece opciones de conectividad como conexión HSDPA 3G de hasta 7.2Mbit/s y una conexión Wifi. El teléfono también ofrece Controles Remotos que permite bloquear el teléfono, seguimiento y datos que se eliminarán de forma remota.

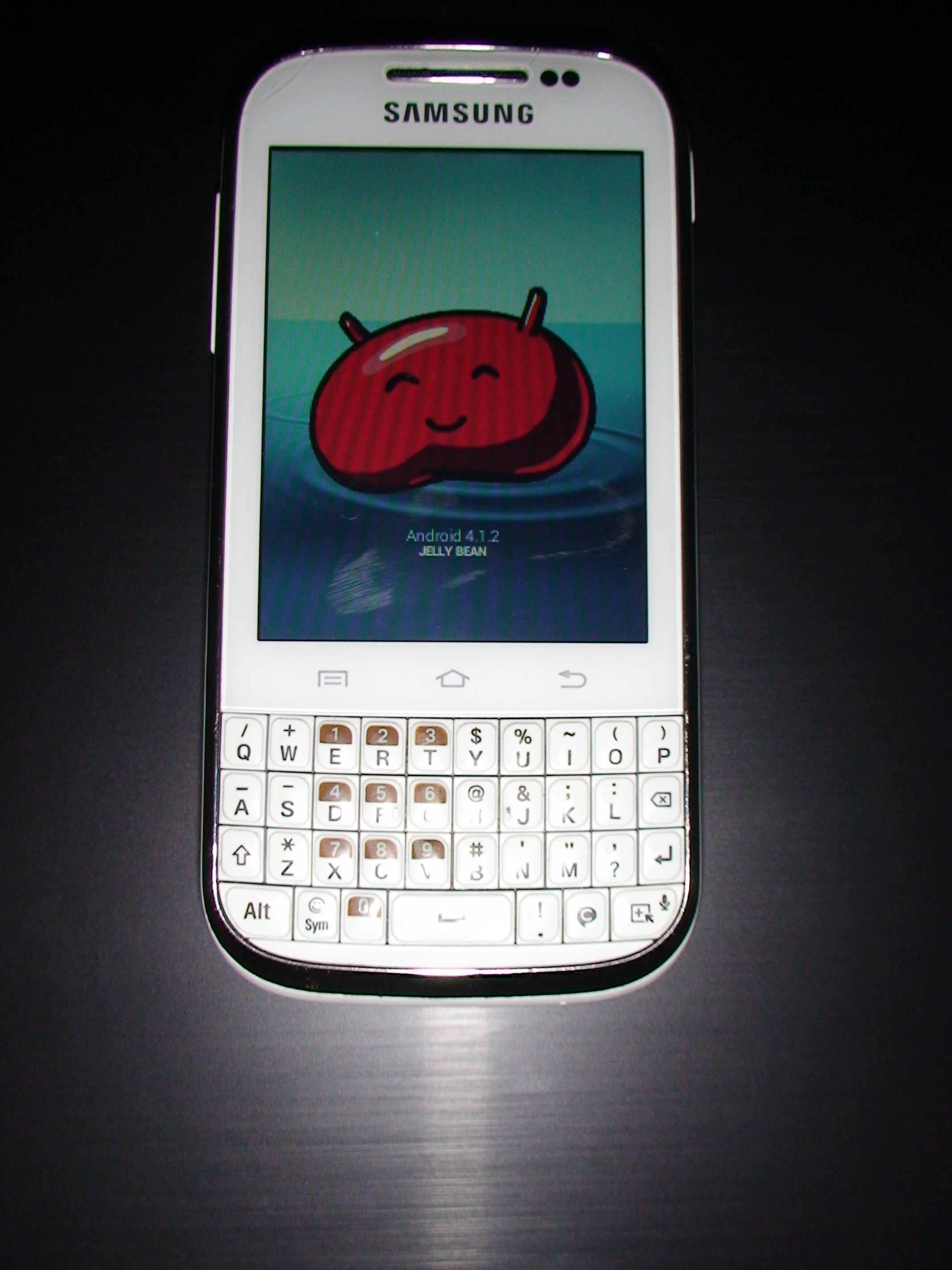
Samsung Galaxy Chat actualizado al SO Jelly Bean 4.1.2 de Android.

También, ofrece una gran cantidad de memoria, pudiendo descargar hasta 4 aplicaciones.
El teléfono mide 3cm x 2cm.

## Procesador
El Galaxy Chat utiliza uno de 850 MHz. Usa el tablero 'rhea' qué tiene un chipset broadcom BCM21654 sincronizado en 850 MHz.

## Memoria
El Galaxy Chat presenta 2 GB de almacenamiento interno flash dedicado. También dispone de una ranura microSDHC (hasta 10 GB).

## Pantalla
El Galaxy Chat utiliza una pantalla táctil TFT LCD de 76,2 milímetros (3 plg) QVGA (240*320) con una densidad de píxeles (PPI) de 133.

## Cámara
En la parte trasera del dispositivo se encuentra una cámara de 2 megapíxeles de foco fijo sin flash que puede grabar vídeos en hasta una resolución QVGA máxima. Galaxy Chat no tiene una cámara frontal.